# Coleophora trizonella
Coleophora trizonella é uma espécie de mariposa do gênero Coleophora pertencente à família Coleophoridae.